# Het boerke in de hemel
De boerke in de hemel of Het boertje in de hemel is een sprookje uit Kinder- und Hausmärchen, de verzameling van de gebroeders Grimm, met als nummer KHM167. De oorspronkelijke naam is Das Bürle im Himmel.

## Het verhaal
Een vroom boertje komt bij de hemelpoort en Sint-Petrus komt met zijn sleutel en laat een heer binnen. De heer wordt met grote vreugde opgenomen in de hemel en er wordt gezongen en gemusiceerd. De poort gaat weer open en ook het boertje mag binnen. Er wordt niet gezongen en alles blijft stil. Hij wordt wel met alle liefde opgenomen en de engelen komen hem tegemoet. Het boertje vraagt waarom er niet gezongen wordt en of er ook ongelijkheid is zoals op aarde. Sint-Petrus antwoordt dan dat in de hemel iedereen gelijk is, maar er komen elke dag arme boertjes aan. Een rijke heer komt slechts eenmaal in de honderd jaar in de hemel: het is een bijzondere gebeurtenis.

## Achtergronden bij het verhaal
- Het sprookje werd verteld door Friedrich Schmid uit Aargau en was opgetekend in Zwitsers dialect.
- Het is een exempel, gebaseerd op de uitspraak van Jezus: het is gemakkelijker dat een kameel gaat door het oog van een naald dan dat een rijke het Koninkrijk Gods binnengaat.
- Sprookjes die zich gedeeltelijk in de hemel afspelen, of waar Petrus als hemelbewaker optreedt, zijn Het kind van Maria (KHM3), De kleermaker in de hemel (KHM35), Vrolijke Frans (KHM81), Speelhans (KHM82), De dorsvlegel uit de hemel (KHM112), Jonkvrouw Maleen (KHM198) en in de kinderlegende De hemelse bruiloft (KHM209).
- Vergelijk Een arme rijke.